# تقاطع (أحياء)

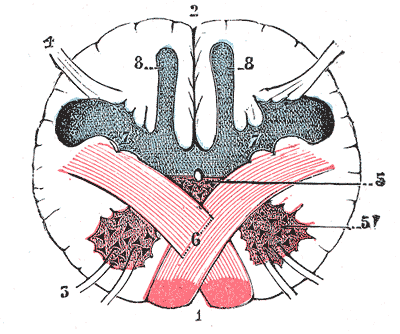
قطاع في النخاع المستطيل في مستوي تقاطع السبيل الهرمي

يُستخدم مصطلح التقاطع أو التصالب (بالإنجليزية: Decussation)‏ في السياقات البيولوجية لوصف العبور المتقاطع.
ومن الأمثلة علي التقاطع:
- في الدماغ، حيث تعبر الألياف العصبية بشكل مائل من جانب للجانب الآخر، وهذا يعني أنهم يعبرون متقاطعين على مستوى غير مستواهم الأصلي. انظر على سبيل المثال التقاطع الحسي والهرم النخاعي. ويصف التصالب النقطة التي تتقاطع فيها الأعصاب من أحد جانبي الدماغ إلى الجانب الآخر، وعادة ما تعتبر أعصاب الجانب الأيسر من الجسم بشكل متقاطع إلى الجانب الأيمن من الدماغ، وكذلك الحال في في الجانب الآخر، ولكن بالاعتماد على وظيفة الأعصاب فإن مستوى التقاطع يختلف.
- في علم ترتيب أوراق النبات، يصف مصطلح التقاطع النمط المعاكس للأوراق التي لديها أزواج متتالية في زوايا قائمة على بعضها البعض (أي مستدارة 90 درجة على طول الجذع عند النظر إليها من أعلى). ومن ثم فالأزواج المتتالية من الأوراق تعبر متقاطعة مع بعضها البعض. ويُعتبر الريحان مثال كلاسيكي علي التقاطع في الأوراق.
- في مينا الأسنان، حيث تتقاطع حزم قضبانية مع بعضها البعض، كونها تخرج من منطقة الالتحام بين المينا والسن إلى سطح المينا الخارجي، أو بالقرب منه.